# Kinkyū Hasshin Saver Kids
Kinkyū Hasshin Saver Kids (緊急発進セイバーキッズ Kinkyū Hasshin Seibā Kizzu?, en español Niños al Rescate) es un anime creado por Monkey Punch y transmitido por la cadena japonesa Tv Tokyo, entre 1991 y 1992. Tuvo un total de 50 episodios en una única temporada. En España se transmitió por la cadena Antena 3, en Latinoamérica por TVN y en el canal de cable argentino Magic Kids.

## Argumento
En un futuro distante, las personas vivían en paz beneficiándose de la tecnología robótica, altamente desarrollada. Mientras tanto, el Dr. Kubeku, quería traer el caos y la destrucción, para lo que empezó a dirigir al grupo de insectos del equipo de extracción de desechos de la tierra.
Pero un grupo de niños, con la ayuda de Pukarin, un robot perteneciente a una empresa de alquiler de maquinaria, se interpondrá en sus planes.

## Banda sonora
- - Opening Theme:

"Dancing Beat" by Lovers
- - Ending Theme:

"Take a Chance" by Lovers 

## Enlaces
- http://www.animenewsnetwork.com/encyclopedia/anime.php?id=218
- http://www.frozen-layer.com/animes/1389-kinkyuu-hasshin-saver-kids

- Datos: Q712538